# Belagerung von Trondheim
1. Phase: Schwedische Dominanz (1700–1709)
Dänischer Kriegsschauplatz (1700)
Humlebæk • Tönning I 
Livländ./ Estnischer Kriegsschauplatz (1700–1708)
Riga I • Jungfernhof • Varja • Pühhajoggi • Narva • Petschora • Düna • Rauge • Erastfer • Hummelshof • Embach • Tartu • Narva II • Wesenberg I • Wesenberg II
Ingermanländ./ Finnischer Kriegsschauplatz (ab 1701)
Archangelsk • Ladogasee • Nöteborg • Nyenschanz • Newa • Systerbäck • Petersburg • Wyborg I • Porvoo • Newa II • Koporje II • Kolkanpää
Litauisch-weißrussischer Kriegsschauplatz (1702–1706)
Vilnius • Saladen • Jakobstadt • Gemauerthof • Mitau • Grodno I • Olkieniki • Njaswisch • Klezk • Ljachawitschy
Polnischer Kriegsschauplatz (1702–1706)
Klissow • Pułtusk • Thorn • Lemberg • Warschau • Posen • Punitz • Tillendorf • Rakowitz • Praga • Fraustadt • Kalisch 
Russischer Kriegsschauplatz (1708–1709)
Grodno II • Golowtschin • Moljatitschi • Rajowka • Lesnaja • Desna • Baturyn • Koniecpol • Weprik • Opischnja • Krasnokutsk • Sokolki • Poltawa I • Poltawa II
2. Phase: Schweden in der Defensive (1710–1721)
Baltischer und Finnischer Kriegsschauplatz (bis 1714)
Riga II • Wyborg II • Pernau • Kexholm • Reval • Hogland • Pälkäne • Storkyro • Nyslott • Hanko 
Schwed./Norwegischer Kriegsschauplatz (1710–1721)
Helsingborg • Køge-Bucht • Bottnischer Meerbusen • Frederikshald I • Dynekilen-Fjord • Göteborg I • Strömstad • Trondheim • Frederikshald II • Marstrand • Ösel • Göteborg II • Södra Stäket • Grönham • Sundsvall
Norddeutscher Kriegsschauplatz (1711–1716)
Elbing • Wismar I • Lübow • Stralsund I • Greifswalder Bodden I • Stade • Rügen • Gadebusch • Altona • Tönning II • Stettin • Fehmarn • Wismar II • Stralsund II • Jasmund • Peenemünde • Greifswalder Bodden II • Stresow 
Die Belagerung von Trondheim durch ein schwedisches Heer unter Kommando von Karl Gustav Armfelt im Großen Nordischen Krieg endete mit dem Abbruch der Belagerung am 12. Januar 1719.

## Vorgeschichte
| \| Belagerung von Trondheim \| |
| Lage des Schlachtfeldes        |
| Belagerung von Trondheim       |

Seit 1716 führten die Kriegsparteien Friedensgespräche, die allerdings noch ohne Ergebnis verliefen. Wesentliches Hindernis für einen Frieden war der schwedische König Karl XII. Dieser wollte trotz aussichtsloser Lage für Schweden den bewaffneten Kampf fortführen. Im Osten bedrohten russische Streifzüge die schwedische Küste. Hunger und eine schwere Pestepidemie seit 1708 hatten in den Vorjahren das Land an den Rand des Zusammenbruchs gebracht. Viele Männer waren in den über hundert Schlachten und Gefechten zuvor getötet worden beziehungsweise starben im militärischen Dienst, sodass die Basis für neue Armeen stetig schrumpfte.
Norwegen gehörte zum Königreich Dänemark und bildete die Personalunion Dänemark-Norwegen. Karl XII. erhoffte sich als Ausgleich für die verlorenen Provinzen im Baltikum (Schwedisch-Estland, Schwedisch-Livland und Schwedisch-Ingermanland) Norwegen als Kompensation in einen möglichen Frieden zu erhalten. Dafür musste er aber erst das Land erobern, um diesen Anspruch durchsetzen zu können.
Kurz vor Ende des Großen Nordischen Krieges unternahm Karl XII. seine zweite Invasion von Norwegen. Der erste Norwegenfeldzug musste 1716 nach Verlust der Nachschubbasis abgebrochen werden. Die Hauptmacht der Schweden marschierte nach Fredrikshald und begann dort die Belagerung von Frederikshald. Ein zweites kleineres Heer von 10.073 Mann mit 6721 Pferden unter der Führung von General Karl Gustaf Armfelt sollte Trondheim belagern.
Armfelts Armee sammelte sich in Duved und brach dort am 27. August 1718 auf. Trondheim wurde von 6900 Soldaten unter der Leitung von Vincents Budde verteidigt. Da Buddes Armee der schwedischen unterlegen war, verschanzte er seine Truppen in der gut befestigten Stadt und riss alle Gebäude in der Vorstadt ab, um eine freie Schusslinie zu haben. In der Festung Kristiansten, die mit 76 Kanonen bestückt war, lagerten 1000 Mann, 400 Männer standen bei Munkholmen, während die Hauptkraft in die Stadt verlegt wurde.

## Belagerung

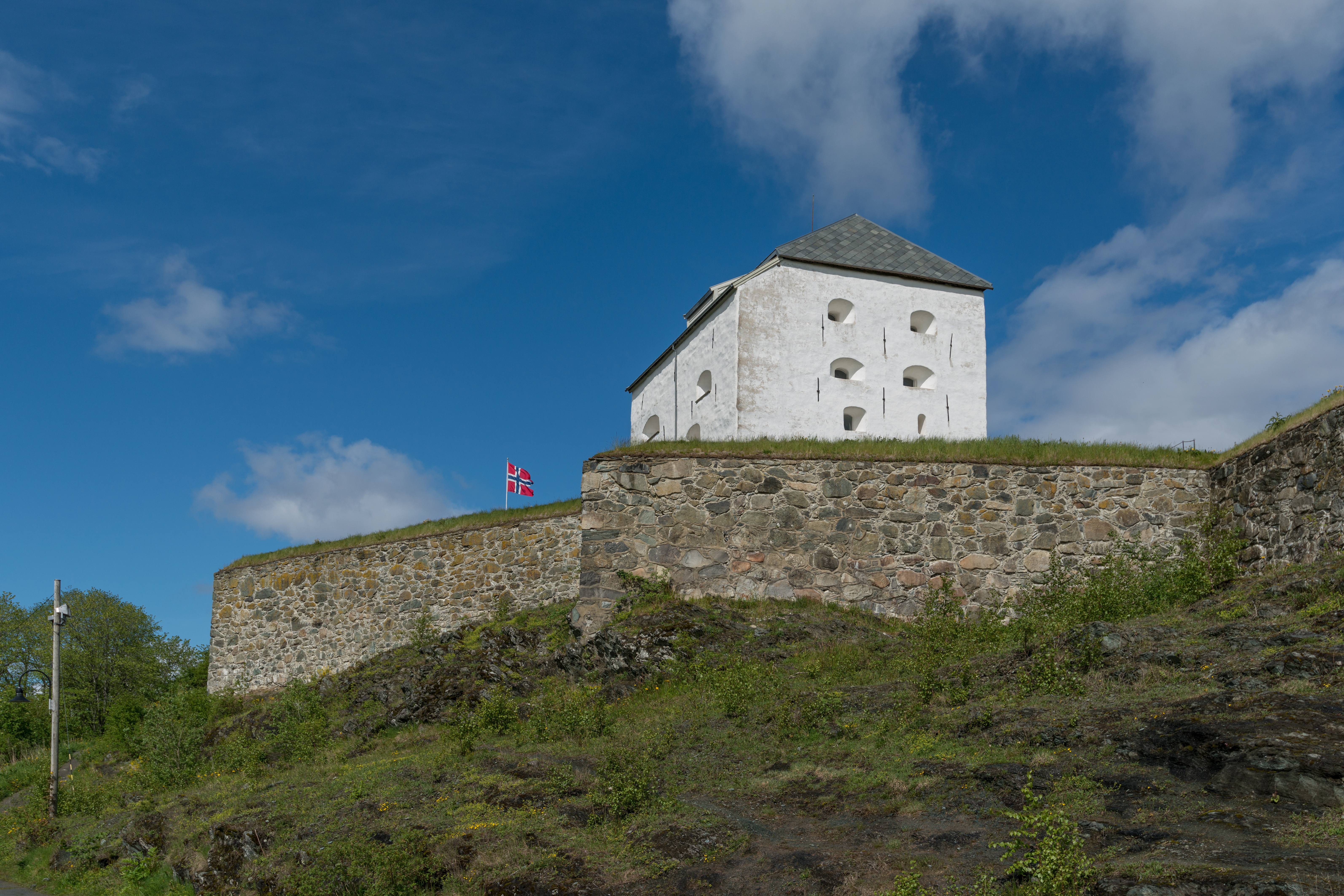
Festung Kristiansten

Die schwedischen Truppen trafen auf erbitterten Widerstand der Landbevölkerung, die sich noch an die frühere schwedische Besetzung von Trøndelag im Zweiten Nordischen Krieg erinnerte. Armfelt besaß keine schwere Belagerungsartillerie. Schwierigkeiten bereitete auch die Versorgung der Armee, als auch der nahende Winter. Armfelts Armee erreichte Trondheim Anfang November und belagerte die Stadt, konnte aber die Festung ohne schwere Artillerie nicht ernsthaft bedrohen.
Die Festung Kristiansten hatte für sechs Monate Versorgungsgüter. Armfelts Kräfte blieben zunächst passiv. Karl XII. erhöhte den Druck auf Armfelt und befahl ihm, die Stadt zu nehmen. Armfeldt zog stattdessen seine Truppen in Richtung Melhus und Gauldalen zurück.
Die Schweden campierten unter freiem Himmel und der Mangel an Nachschub hatte dazu geführt, dass viele der schwedischen Soldaten erkrankten. Die kampffähige Truppe schrumpfte auf bis zu 4000 Mann. König Karl XII. fiel am 11. Dezember vor Frederiksten. Es dauerte einen Monat, bevor die Nachricht Armfelt erreichte.

## Rückzug nach Schweden
Armfelts Armee begann am 12. Januar 1719 den Rückzug nach Schweden auf dem Weg über die Berge von Tydal. Das Wetter war bereits sehr schlecht und sie gerieten in einen schweren Wintersturm.
Als sich der Sturm gelegt hatte, traf ein Zug verfolgender Skifahrer unter Kapitän Jens Henrich Emahus auf die schwedische Armee. Er berichtete von grausigen Anblicken. Die Menschen lagen zu Dutzenden totgefroren im Schnee. Insgesamt erfroren 2200 Soldaten direkt beim Rückmarsch. Weitere 1400 starben später an ihren Erfrierungen und 450 blieben Invaliden.

## Folgen
Auch die norwegischen Truppen in Trondheim hatten Verluste. Die Stadt war überfüllt und die dortigen Lebensbedingungen waren schlecht. Es fehlte an lebenswichtigen Ausrüstung wie Matratzen oder Winterkleidung. Viele Soldaten starben unter diesen Bedingungen während der Belagerung. Am 6. Januar 1719 waren von den 7287 norwegischen Soldaten 109 Offiziere und 2621 Soldaten krank oder tot.
Durch den Tod Karls XII. endeten die schwedischen Kriegsanstrengungen. Kurz darauf schloss Schweden zunächst mit England-Hannover 1719 und anschließend mit Preußen 1720 in Stockholm Frieden.